# Драпетомания

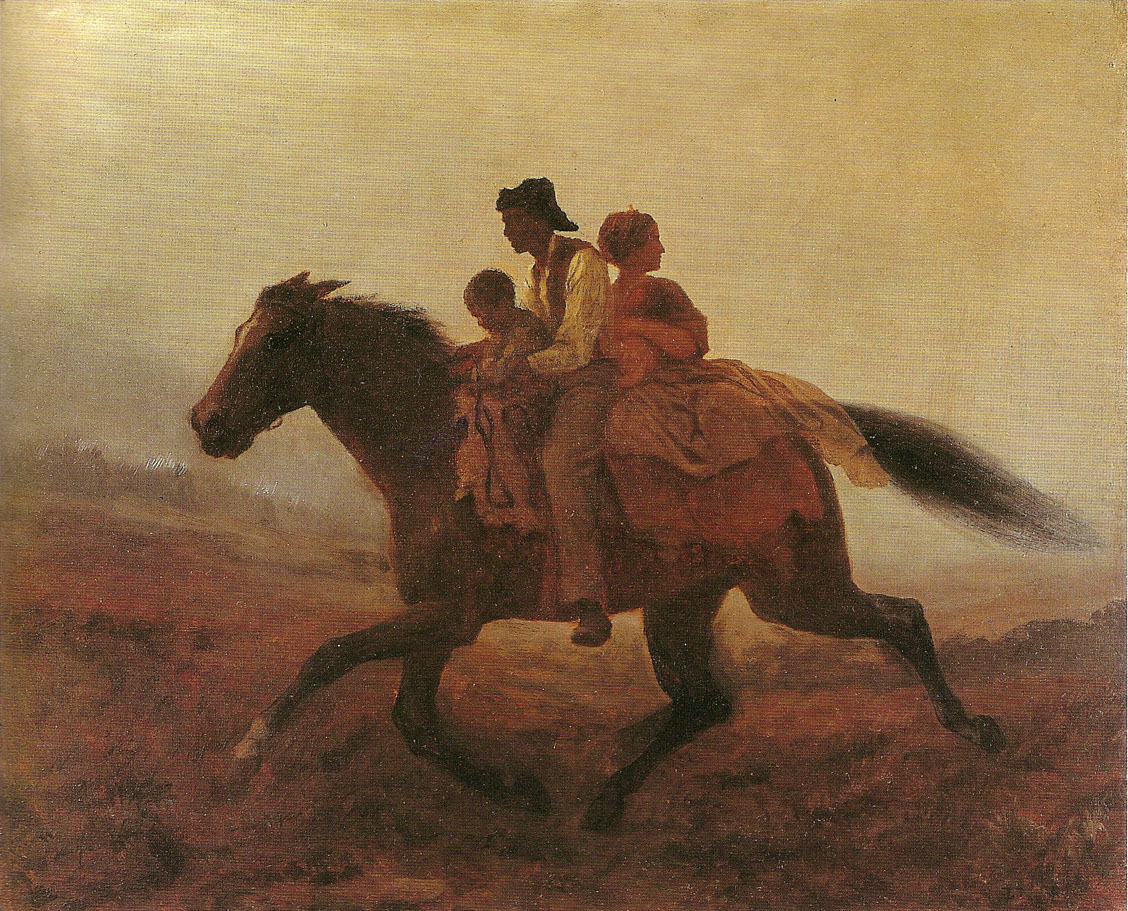
«Вскачь к свободе — беглые рабы», картина Истмена Джонсона, 1862.

Драпетомания — гипотетический психиатрический диагноз, существование которого выдвинул в 1851 году американский врач Сэмюэл Картрайт из Луизианской медицинской ассоциации для объяснения имевшейся у чёрных рабов тенденции к побегам из рабства.
Он объяснял побеги рабов навязчивым стремлением к свободе. Любой раб, пытавшийся бежать более двух раз, считался соответствующим этому «диагнозу». Статья Картрайта о диагнозе была широко осмеяна в северных штатах США и активно перепечатывалась в южных, рабовладельческих штатах. Концепция драпетомании псевдонаучна:2 и является частью доктрины научного расизма.

## Описание
Как таковая, драпетомания — пример псевдонаучного расизма. Термин образован от др.-греч. δραπέτης (drapetes, «беглый [раб]») + μανία (mania, «безумие»).
Впервые диагноз появился в статье, опубликованной в The New Orleans Medical and Surgical Journal, в которой доктор Картрайт утверждал, что тенденция рабов убегать от своих хозяев на самом деле представляет собой излечимое расстройство психического здоровья.
Он полагал, что при

…строгом следовании надлежащим медицинским рекомендациям эта плачевная практика бегства, которой придерживаются многие негры, может быть почти полностью прекращена…
Оригинальный текст (англ.)…proper medical advice, strictly followed, this troublesome practice that many Negroes have of running away can be almost entirely prevented…

Согласно утверждению Картрайта, драпетомания обнаруживает себя в том случае, если рабовладельцы ненадлежащим образом обходятся со своими рабами: считают их равными себе или проявляют чрезмерную жестокость в обращении и т. п. В этом случае рабы становятся грубыми и необузданными и убегают.
В качестве наиболее эффективной лечебной процедуры он предлагал порку. Кроме того, предписывалась и ампутация пальцев ног.
В псевдонаучной работе «Болезни и особенности негритянской расы» Картрайт оправдывал существование рабства, в том числе ссылаясь на христианские писания. Он утверждал, что Библия предписывает рабам быть покорными своим хозяевам и что при следовании такой линии поведения у них не будет возникать порыва к побегам.
Картрайт описал и другое расстройство — Dysaesthesia aethiopica для объяснения очевидного отсутствия мотивации, демонстрируемого многими рабами, которое, как он также утверждал, могло бы быть излечено поркой.
По аналогии с драпетоманией в XIX веке прусские психиатры ввели диагноз «галльская психопатия».